# 阿纳托利·切莫杜罗夫
阿纳托利·弗拉基米罗维奇·切莫杜罗夫（俄语：Анатолий Владимирович Чемодуров，1919年7月21日—1986年12月28日）是苏联电影演员。

## 生平
1919年生于庫爾斯克省新伊万诺夫卡村。1942年毕业于梁赞炮兵学校，在苏德战争前线服役。1948年毕业于莫斯科全苏电影学院表演系，同年在电影《青年近卫军》中初登场。
1986年12月28日在莫斯科去世，安葬于霍万斯基公墓。

## 个人生活
切莫杜罗夫是女演员鲁米扬诺娃的第二任丈夫。

## 主要参演
| 年份 | 电影                   | 饰演            | 获奖             |
| ---- | ---------------------- | --------------- | ---------------- |
| 1948 | 《青年近卫军》         | 谢尔盖·列瓦绍夫 |                  |
| 1950 | 《金星英雄》           | 席妙恩          | 获1952年斯大林奖 |
| 1951 | 《乌克兰诗人舍甫琴柯》 | 学生            |                  |
| 1956 | 《坚守要塞》           | 鲁丁科          |                  |